# 후카사와 마사히로
후카자와 마사히로(일본어: 深澤 仁博, 1977년 7월 12일 ~ )는 일본의 전 축구 선수이다.

## 구단 경력
과거 요코하마 F. 마리노스, 알비렉스 니가타에서 활동하였다.